# Thampoa triangularis
Thampoa triangularis är en insektsart som beskrevs av Huang och Zhang 2002. Thampoa triangularis ingår i släktet Thampoa och familjen dvärgstritar. Inga underarter finns listade i Catalogue of Life.